# Cor Quispel
Cor Quispel fue un deportista neerlandés que compitió en remo como timonel. Ganó una medalla de bronce en el Campeonato Europeo de Remo de 1925, en la prueba de dos con timonel.

## Palmarés internacional
| Campeonato Europeo | Campeonato Europeo     | Campeonato Europeo | Campeonato Europeo |
| Año                | Lugar                  | Medalla            | Prueba             |
| ------------------ | ---------------------- | ------------------ | ------------------ |
| 1925               | Praga (Checoslovaquia) | Medalla de bronce  | Dos con timonel    |